# Meister von 1310
Als Meister von 1310 wird ein mittelalterlicher Maler bezeichnet, der gegen Ende des 13. Jahrhunderts in Italien tätig war. Der namentlich nicht bekannte Maler hatte seine Werkstatt wohl in Pistoia. Er erhielt seinen Notnamen nach seinem Bild einer Madonna mit Kind und Heiligen und Stifter, ein Tafelbild, das der Meister mit der Jahreszahl 1310 versehen hat. Es findet sich heute im Musée du Petit Palais in Avignon in Frankreich.
Dem Meister von 1310 wird auch eine Reihe von Fresken mit Darstellungen aus der Passion Christi in der Kirche San Giovanni Fuoricivitas in Pistoia zugeschrieben. Diese werden auf 1307 datiert. Auch wird ihm ein Altar aus einer anderen Kirche in Pistoia zugeschrieben, das seiner späten Schaffensperiode zugerechnet wird. Das aus der Klosterkirche Santa Maria Maddalena stammende Polyptychon zeigt eine Madonna mit Kind, den heiligen Johannes und Apostel und befindet sich heute im Museo Civico in Pistoia.
Der Meister von 1310 zeigt zwar Einfluss von Malerei aus Florenz und Siena. Jedoch ist er noch ein „pistoiesicher Primitiver“; in seinen Bildern sind die Gesichter seiner Figuren „fast karikaturhaft“ verzerrt. Dies zeigt, dass seine Malweise noch nicht die Eleganz und Kunstfertigkeit seiner Zeitgenossen Giotto di Bondone oder Duccio di Buoninsegna aus diesen Städten erreicht.